# Тимоновицька сільська рада
Ти́моновицька сільська́ ра́да — адміністративно-територіальна одиниця та орган місцевого самоврядування в Семенівському районі Чернігівської області. Адміністративний центр — село Тимоновичі.

## Загальні відомості
Тимоновицька сільська рада утворена у 1918 році.
- Територія ради: 84,01 км²
- Населення ради: 1 088 осіб (станом на 2001 рік)

## Населені пункти
Сільській раді підпорядковані населені пункти:
- с. Тимоновичі
- с. Заріччя
- с. Калинівське
- с. Медведівка
- с. Брониви
- с. Луб'яне
- с. Чорнозем

### Колишні населені пункти
- с. Городок, зняте з обліку 2005 року

## Склад ради
Рада складається з 12 депутатів та голови.
- Голова ради: Бурей Рустам Давлатович
- Секретар ради: Коренєва Ірина Петрівна

### Керівний склад попередніх скликань
| Прізвище, ім'я, по батькові | Основні відомості                                                                    | Дата обрання | Дата звільнення |
| --------------------------- | ------------------------------------------------------------------------------------ | ------------ | --------------- |
| Бурей Рустам Давлатович     | Сільський голова, 1971 року народження, освіта вища                                  | 26.03.2006   | 31.10.2010      |
| Бурей Рустам Давлатович     | Сільський голова, 1971 року народження, освіта вища, Політична партія 'Наша Україна' | 31.10.2010   |                 |

Примітка: таблиця складена за даними сайту Верховної Ради України

### Депутати
За результатами місцевих виборів 2010 року депутатами ради стали:

#### За суб'єктами висування
| Суб'єкт висування                 | Кількість обраних депутатів | %    |
| --------------------------------- | --------------------------- | ---- |
| Партія регіонів                   | 5                           | 41,7 |
| Народна партія                    | 3                           | 25   |
| Соціалістична партія України      | 2                           | 16,7 |
| Політична партія «Сильна Україна» | 1                           | 8,3  |
| Самовисування                     | 1                           | 8,3  |

#### За округами
| № округу                          | Прізвище, ім'я, по батькові   | Дата визнання обраним | Освіта           | Партійна приналежність                  | Відомості про обраного депутата                                                  |
| --------------------------------- | ----------------------------- | --------------------- | ---------------- | --------------------------------------- | -------------------------------------------------------------------------------- |
| Народна Партія                    |                               |                       |                  |                                         |                                                                                  |
| 3                                 | Перепелкіна Надія Ананіївна   | 03.11.2010            | середня          | позапартійна                            | ТОВ "Нива"с. Тимоновичі, зоотехнік                                               |
| 8                                 | Захарченко Надія Анатоліївна  | 03.11.2010            | середня          | позапартійна                            | НАСК «Оранта», страховий. агент                                                  |
| 11                                | Сергієнко Микола Анатолійович | 03.11.2010            | середня          | позапартійний                           | пенсіонер                                                                        |
| Партія регіонів                   |                               |                       |                  |                                         |                                                                                  |
| 1                                 | Кузора Ольга Іванівна         | 03.11.2010            | середня          | член Партії регіонів                    | Відділення поштового зв'зкус. Тимоновичі, начальник відділення поштового зв'язку |
| 2                                 | Коваленко Наталія Федорівна   | 03.11.2010            | середня          | член Партії регіонів                    | СБКс. Тимоновичі, тех. працівник                                                 |
| 5                                 | Шевчик Андрій Миколайович     | 03.11.2010            | середня          | член Партії регіонів                    | Тимоновицька загальноосвітня школа, працівник школи                              |
| 6                                 | Соболь Галина Ігорівна        | 03.11.2010            | середня          | член Партії регіонів                    | ТОВ «Нива», касир                                                                |
| 9                                 | Гутнік Валентина Савеліївна   | 03.11.2010            | середня          | позапартійна                            | ТОВ «Сновське» с. Медведівка, комірник                                           |
| Політична партія «Сильна Україна» |                               |                       |                  |                                         |                                                                                  |
| 7                                 | Коренєва Ірина Петрівна       | 03.11.2010            | незакінчена вища | член Політичної партії «Сильна Україна» | Тимоновицька сільрада, секретар сільської ради                                   |
| Соціалістична партія України      |                               |                       |                  |                                         |                                                                                  |
| 4                                 | Кукта Людмила Василівна       | 03.11.2010            | середня          | член Соціалістичної партії України      | ПП ЛазовськаС. Тимоновичі, продавець                                             |
| 12                                | Сиротська Валентина Федорівна | 03.11.2010            | середня          | член Соціалістичної партії України      | Семенівське відділення Ощадбанку, с. Тимоновичі, касир                           |
| Самовисування                     |                               |                       |                  |                                         |                                                                                  |
| 10                                | Черняк Світлана Василівна     | 03.11.2010            | вища             | позапартійна                            | Тимоновицька загальноосвітня школа, вчитель                                      |